# Ozamiz

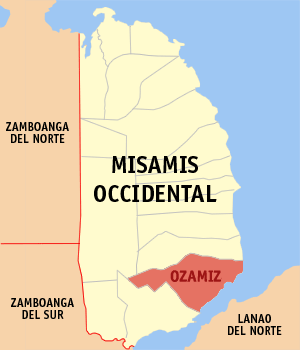
Ozamis Citys läge i Misamis Occidental

Ozamiz City är en stad på ön Mindanao i Filippinerna. Den ligger i provinsen Misamis Occidental i regionen Norra Mindanao och har 110 420 invånare (folkräkning 1 maj 2000).
Staden är indelad i 51 smådistrikt, barangayer, varav 41 är klassificerade som landsbygdsdistrikt och 10 som tätortsdistrikt.